# Carme Balmas
Carme Balmas (Barcelona, 1894-1978)  fue una pintora destacada por poseer una original forma de realizar los retratos y paisajes. Esta artista fue la hija del agente de cambio y bolsa, Rafael Balmas Rivas.
Se casó con el compositor de música Joan Altisent i Ceardi; el cual tenía una  hermana llamada Lluisa Altisent también dedicada a la pintura, con quien Carme expondría de forma conjunta en 1917. 
Carme Balmas tuvo una hija, Aurora Altisent i Balmas, que seguiría los pasos de sus madre como pintora.

## Estudios y exposiciones
Se instruyó en la “Llotja” y durante algún tiempo piensa en la posibilidad de trasladarse a la capital francesa, París, para aprender en las escuelas galas pero, finalmente, tuvo que desechar esa idea.
Trabajaría para ser ilustradora de moda pero, al casarse con Joan Altisent, se tuvo que dedicar a tiempo completo a su familia. 
Su amor por la pintura y el trabajo bien hecho la llevó a exponer:
- En 1919, para la “Sala Parés”.
- En 1922, una muestra de retratos, en los Almacenes “El Siglo”.
- En 1935, en las “Galerías Laietanes”.

Solía regalar cuadros a familiares y amigos, así como algunos de estos llenaban las paredes de su casa. Esta circunstancia puede ser una de las causas por la que sus obras no fueron debidamente valoradas, tanto por los críticos de arte como los círculos artísticos de la época.
En 1956 la nombrarían, junto su marido, hijos adoptivos de la ciudad de San Clemente de Llobregat.

## Reconocimiento
Hoy en día se la ha “rescatado” para poder estudiarla, pero sin duda es aún una artista poco conocida.
Buscando causas por la que tuvo esta exigua proyección, está la intención de  mantenerse al margen de las corrientes que dominaban en aquel momento, eludiendo unirse a ningún grupo por estar ocupada de su familia y pintar sin el apremio de llegar a un público.